# Майборода Платон Іларіонович
Плато́н Іларіо́нович Ма́йборода (1 грудня 1918, Пелехівщина, Полтавська губернія, Українська Народна Республіка — 8 липня 1989, Київ, Українська РСР) — український композитор, народний артист УРСР (з 1968 року), лауреат Державної премії УРСР імені Т. Шевченка (1962), народний артист СРСР (з 1979 року). Брат композитора Георгія Майбороди.

## Життєпис
Народився 1 грудня 1918 року на хуторі Пелехівщині (тепер село Глобинського району Полтавської області) в селянській сім'ї. У цій родині виник своєрідний ансамбль, що складався зі скрипки, бандури, балалайки, мандоліни. Платон змалку навчився грати по слуху на балалайці. А його старший брат, Георгій Майборода, який першим у сім'ї торував шлях у музичне мистецтво, почав навчати його музичної грамоти.
У 1932 році сім'я переїхала до Запоріжжя, де на той час працював Георгій Майборода.
Почалася Німецько-радянська війна, і брати Майбороди стали на захист Вітчизни. Наприкінці 1945 року П. Майборода після демобілізації повернувся на Батьківщину.
З 1939 по 1941 рік навчався у Київській консерваторії по класу композиції у Л. М. Ревуцького, яку закінчив у 1947 році. Близько шести років Платон Іларіонович працював викладачем у Київському музичному училищі  імені Рейнгольда Глієра та у вечірній музичній школі для молоді. Багато років П. Майборода співробітничав із Київською кіностудією імені Олександра Довженка, писав музику до численних кінофільмів.

Могила Платона Майбороди

Помер у 71-річному віці 8 липня 1989 року в Києві. Похований на Байковому кладовищі Києва (ділянка № 2). Автор надгробного пам'ятника — архітектор Анатолій Чемерис, скульптор Микола Білик.
Автор численних пісень і хорів, обробок народних пісень, а також ліричних пісень — в тому числі «Рушничок», «Якщо ти любиш», «Ми підем де трави похилі», «Київський вальс». В творчому доробку також симфонічна поема «Героїчна увертюра», вокальна-симфонічна поема «Тополя» (слова Тараса Шевченка), музика до драматичних спектаклів, а також до фільмів [Архівовано 11 березня 2007 у Wayback Machine.]. Протягом всієї творчої кар'єри Платон Майборода плідно співпрацював з Держтелерадіо УРСР. Його хорові твори, ліричні пісні, симфонічна музика були записані з хором і симфонічним оркестром Держтелерадіо і являються золотим фондом і надбанням держави.
Вокально-ораторіальні твори
- вокально-симфонічна ораторія «Дума про Дніпро» (слова А. Шияна і Т. Масенка, 1954),
- поема «Тополя» (1966, сл. Т. Шевченка),
- 2 кантати (1956, 1974);

для симфонічного оркестру —
- «Героїчна увертюра» (1947);

пісні (понад 100) —
- «Розлягалися тумани» (1940, сл. О. Новицького),
- цикл про Героїв Соц. Праці (1949, сл. О. Ющенка),
- «Колгоспний вальс» (1949, сл. А. Малишка),
- «Білі каштани» (1953, А. Малишка),
- «Київський вальс» (1954, А. Малишка),
- «Пролягла доріженька» (1954, А. Малишка),
- «Ми підем, де трави похилі»(1954, А. Малишка),
- «Друзі хороші мої» (1955, сл. Т. Масенка),
- «Рідна мати моя» («Пісня про рушник», 1958, А. Малишка),
- «Ти моя вірна любов» (1958, А. Малишка),
- «Якщо ти любиш» (1959, сл. М. Нагнибіди),
- «Гаї шумлять біля потоку» (1967, А. Малишка),
- «Моя стежина» (1970, А. Малишка),
- «Пісня про козацькі могили» (1962, А. Малишка),
- «Пісня про вчительку» та інші (1967, сл. А. Малишка),
- «Партизанська дума» (1963, сл. М. Стельмаха),
- «Виростеш ти, сину» (1973, сл. сл. В. Симоненка),
- «Тополина баркарола» (1973, сл. В. Сосюри),
- «Рідна земле моя» (1973, сл. Д. Луценка),
- «Подвиг» (1971, сл. Д. Луценка),
- «Не збивай, зозуле, цвіту» (1975, сл. М. Ткача),
- «Я до тебе у пісні іду» (1982, сл. Тамари Мезенцевої) та ін.;

пісні для дітей;
обробки народних пісень;
музика до театральних вистав, кінофільмів:
- «Долина синіх скель» (1956),
- «Далеке і близьке» (1957),
- «Гроза над полями» (1958),
- «Зміна починається о шостій» (1958),
- «Літа молодії» (1958),
- «Одеса» (1959),
- «Кров людська — не водиця» (1960, думи),
- «Дмитро Горицвіт»,
- «Українська рапсодія» (1961),
- «Люди не все знають» (1964),
- «Дума про Британку» (1969),
- «Абітурієнтка» (1973)
- «Прощайте, фараони!» (1975),
- «Прості турботи» (1975),
- «Дипломати мимоволі» (1978),
- «Оглядини» (1979),
- «Візит до Ковалівки» (1980).

Записи українських народних пісень.

## Дискографія
- Майборода П. І. «Ой по горі ромен цвіте» (сл. Т. Шевченка): І. Паторжинський, І. Поліщук (фп.). — 8617, 1939;
- Майборода П. І. «Гімн братерству» (сл. М. Рильського): Держ. хор. капела УРСР «Думка», худож. кер. А. Сорока. — Д 2044-45, 1954;
- Майборода П. І. «Пісня про рушничок» (А. Малишко): Д. Гнатюк, «Юнацька пісня» (М. Нагнибіда): Держ. укр. нар. хор-, «Ми підем, де трави похилі», «Пролягла доріженька» (сл. А. Малишка): М. Фокін і С. Козак. — Д 005360-61, 1959;
- Майборода П. І. «Пролягла доріженька» (сл. А. Малишка): М. Фокін і С. Козак, «Колгоспний вальс» (сл. А. Малишка): Л. Руденко і П. Білинник. — Д 6399-400, 1960;
- Майборода П. І. «Якщо ти любиш» (сл. М. Нагнибіди): Держ. хор. капела УРСР «Думка», «Любов моя» (сл. Т. Масенка): ft. Веприк, «Білі каштани» (сл. А. Малишка): тріо бандуристок: Н. Павленко, В. Третьякова, Т. Поліщук, «Гей у полі чистому» (сл. Т. Масенка): Хор Українського радіо; «Що ж ти ходиш» (сл. В. Швець): М. Фокін, «Рідна мати моя» (сл. А. Малишка): Д. Гнатюк, «Юнацька пісня» (сл. М. Нагнибіди): Т. Залевська й Г. Чукнюк; «Друзі хороші мої» (сл. Т. Масенка): М. Фокін і С Козак. — Д 6837-38, 1960;
- Майборода П. І. «Пісня про Україну» (сл. А. Малишка): ансамбль пісні Українського радіо п/к А. Бобиря. — Д 14087-88, 1964;
- Майборода П. І. «Пісня про рушничок» (сл. А. Малишка): Д. Гнатюк. — Д 14125-26, 1964;
- Майборода П. І. «Розляглися тумани» (сл. А. Новицького): Держ. укр. нар. хор ім. Г. Верьовки, худож. кер. А. Авдієвський, солісти М. Шраменко й В. Мокренко. — С30-07783-84, 1976;
- Майборода П. І. «Дума» (сл. А. Малишка): ВІА «Кобза», худож. кер. О. Ледньов. — С60- 10941-42, 1978;
- Майборода П. І. «Київський вальс» (сл. А. Малишка): С. Козак і Гуров. — С60-13317- 18, 1979 та ін.

## Вшанування пам'яті
Щорічно до дня народження П. Майбороди дружина — Тетяна Майборода-Винниченко — організовує концерти з його творів, радіопередачі й ТБ-програми; зібрала спогади сучасників, опублікувала статті, ініціювала створення меморіального кабінету-світлиці при ЦДАМЛМ (на Софіївській пл.), підготувала випуск CD.

Меморіальна дошка Платонові Майбороді на будинку по вул. Софійській, 16 у Києві

1 грудня 2018 року на державному рівні в Україні відзначається пам'ятна дата — 100 років з дня народження Платона Майбороди (1918–1989), композитора.
Ім'я композитора носить Запорізьке музичне училище.
На честь Платона Майбороди названо вулицю в Шевченківському районі Києва, а також вулиці у Дніпрі, Броварах та Сорокиному Луганської області.

### Медіа
- Українські романси і пісні Платона Мабороди, виконує Рената Бабак [Архівовано 6 лютого 2013 у Wayback Machine.]
- Пісня про рушник [Архівовано 17 жовтня 2013 у Wayback Machine.], виконує Рената Бабак
- «Виростеш ти сину» [Архівовано 17 жовтня 2013 у Wayback Machine.], виконує Рената Бабак
- «Гей, через поле, та й все по жарині» (Партизанська дума)
- «Моя Стежина» [Архівовано 6 квітня 2018 у Wayback Machine.], виконує Василь Бокоч